# Canthyporus hynesi
Canthyporus hynesi är en skalbaggsart som beskrevs av Nilsson 1991. Canthyporus hynesi ingår i släktet Canthyporus och familjen dykare. Inga underarter finns listade i Catalogue of Life.